# 集束彈藥

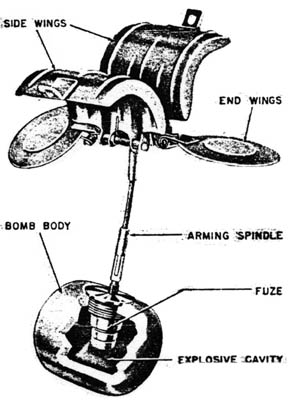
1940年的德国的SD2「蝴蝶弹」 ，炸弹下落时机翼旋转，拧下连接到引信的武装主轴

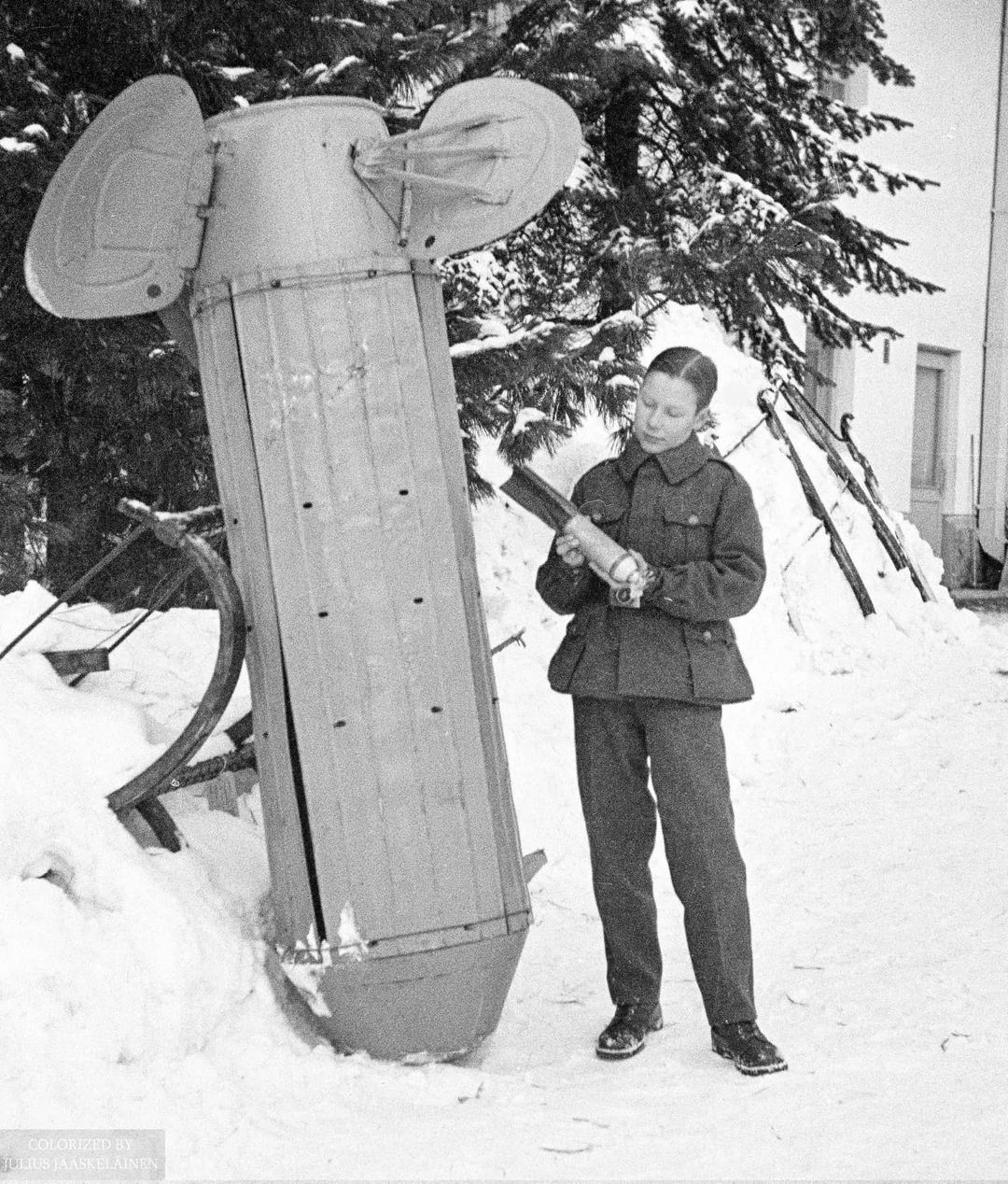
1939至1940年的苏芬战争中，蘇聯空軍轟炸機向芬蘭投下又稱「莫洛托夫面包篮」的RRAB-3型集束炸彈

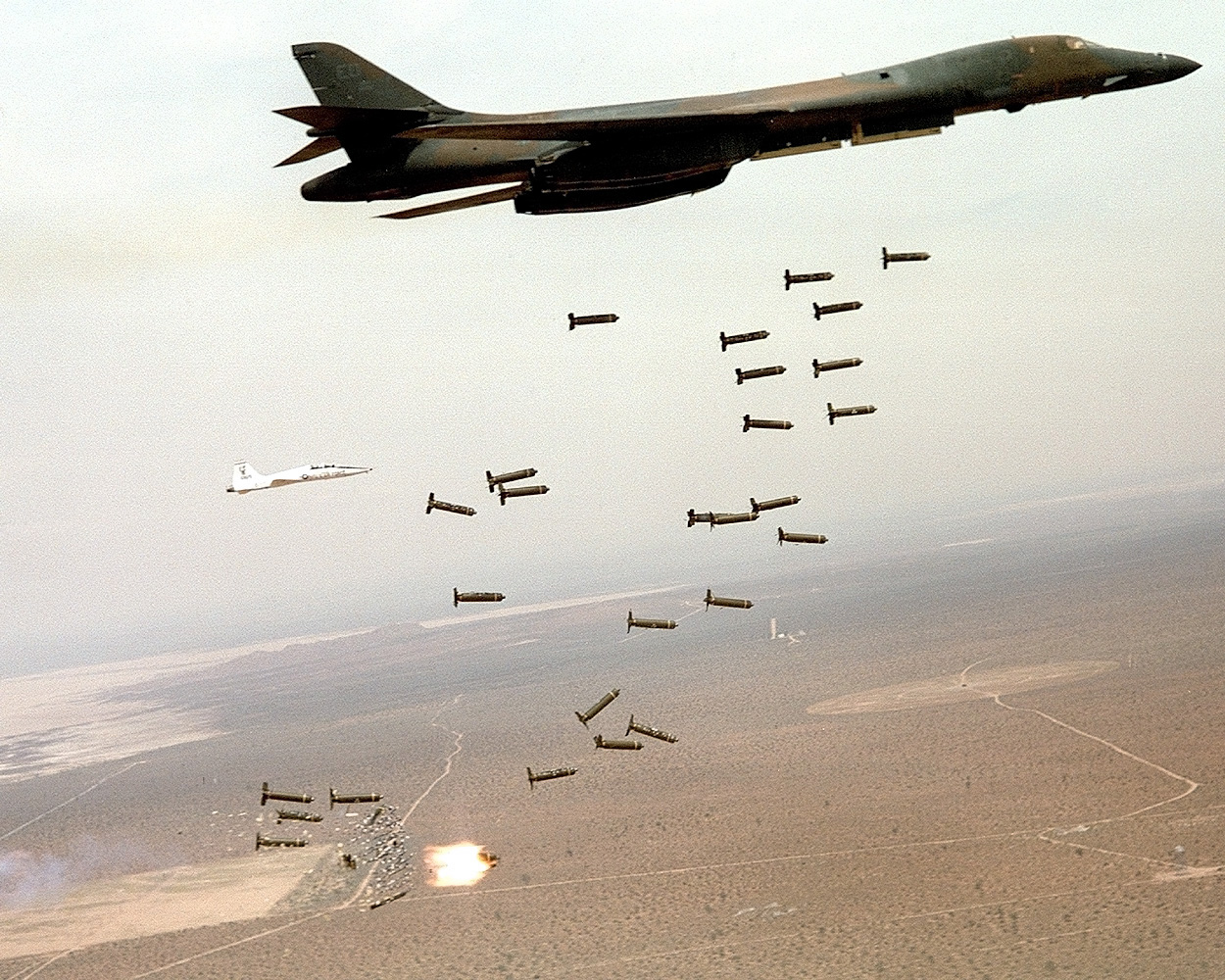
一架美国B-1枪骑兵轰炸机在投掷MK20石眼式集束炸彈

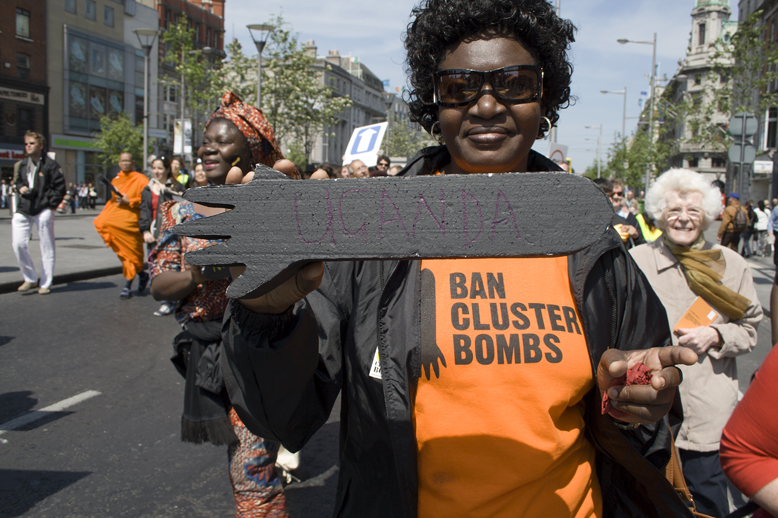
抗議集束炸彈的集會

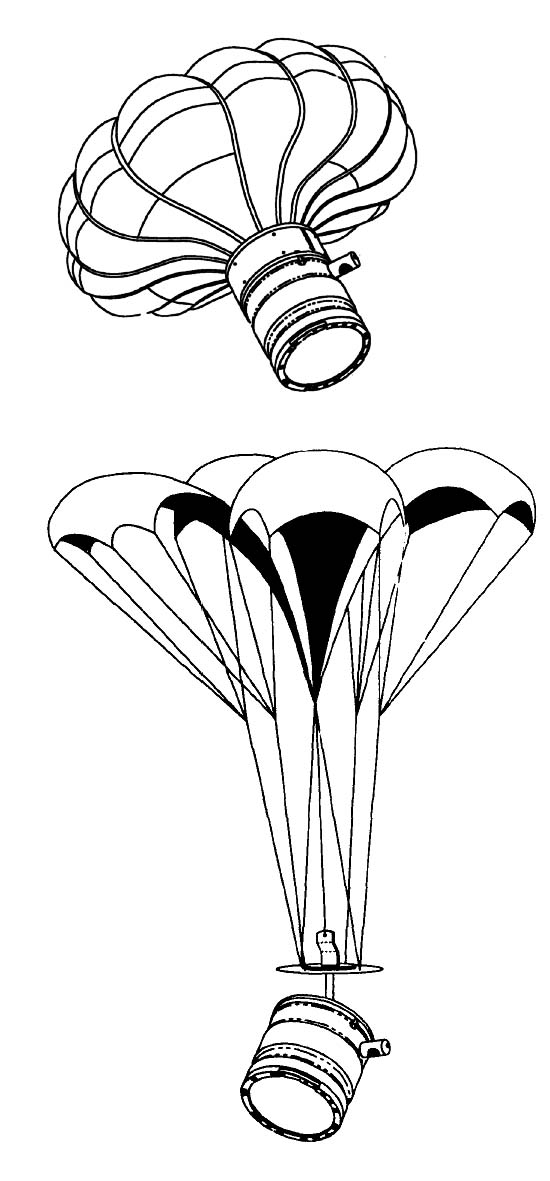
炮兵所使用的SADARM集束子彈（又稱末敏彈）

集束彈藥（英语：Cluster munitions），又稱集束彈、子母彈，是將多個較細小的炸彈集合成一枚航空炸彈、炮彈或導彈彈頭的特種彈藥，當投射到目標區域時，彈體內的小炸彈便會散開，可以同時攻擊多個目標。相比起傳統炸彈，集束彈藥能夠大幅增加彈藥的涵蓋面積及殺傷範圍，較少的投射次數便能摧毀更多目標，亦可用於對機場及道路進行大面積的破壞，阻礙敵軍機場及交通運輸的運作。
由於集束彈藥單次散布的小炸彈數量大及範圍廣，存在未爆彈（啞彈）的問題，可能對平民有潛在危害，所以在國際上受到爭議，2008年制定的《集束彈藥公約》要求締約國禁止使用及轉移集束彈藥，有過百個國家簽署，但作爲全球主要軍事強權的中、美、俄皆未有簽署公約，而該公約屬於自願性的宣言，由於未有國際法強制全球所有國家棄用，目前集束彈藥的管制狀態是使用本身不違反國際法，但針對平民使用集束彈藥則可能會觸犯國際法。

## 構造
集束彈藥是在一個容器內裝入小炸彈，所以又稱爲「子母彈」，安裝於「母彈」內的每個小型炸彈又稱為「子炸彈」。單個小炸彈可裝入的炸藥份量較小，所以每個小炸彈的爆炸威力不及單一的大型炸彈，通常以人員、沒有裝甲的車輛或器材等軟性目標爲攻擊對象，但因爲小炸彈的散布面積大，故此殺傷面積大，可以打擊小炸彈分布範圍內的多個目標，使用集束彈藥可代替以傳統彈藥多次轟擊。集束彈藥後來經過改進，特別是對開發出不同類型的「子炸彈」，進而出現專門對付裝甲車輛的集束彈藥，其「子炸彈」不仅可击穿125毫米装甲，甚至更厚的裝甲，而且可造成大面積的破壞，可用於攻擊機場，癱瘓飛機升降。除了自由落體式的傳統集束彈藥，亦有在「子炸彈」裝有傳感器的新型集束彈，每個小型炸彈可於散布時自行搜尋目標及調整落下的方向，如根據紅外線訊號搜索及集中攻擊在地面上的車輛，可提升殺傷特定目標的效率。

## 用途
- 小範圍區域地毯式轟炸
- 反人员及反坦克
- 大面積佈雷
- 使用反跑道炸彈（英语：Anti-runway penetration bomb）（如AGM-154聯合距外攻擊武器、馬特拉公司杜蘭朵反跑道炸彈（英语：Matra Durandal））攻擊敵方機場阻止敵機起降
- 散布生物武器、化學武器
- 反电力设施

## 历史

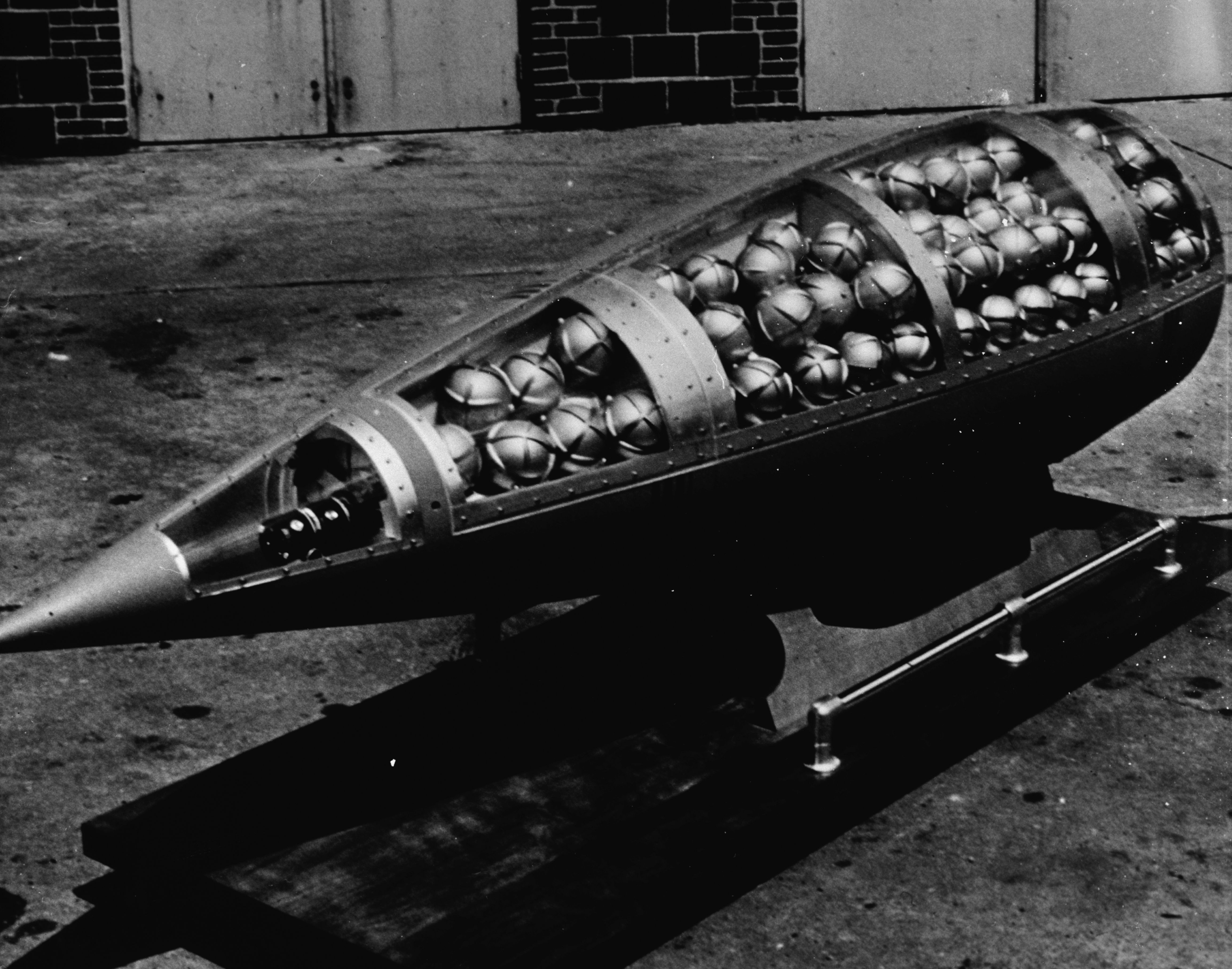
美國MGR-1誠實約翰飛彈的彈頭，裝填M134型炸彈（內填充沙林毒氣）（1960年）

### 二戰時期
集束彈藥的開發及應用始於二次大戰，隨後多次在戰場上出現，但因爲比傳統彈藥會產生更多的未爆彈，在使用上受到爭議。
最初的雏形是苏联在苏芬战争中开发的РРАБ（旋转散布航空炸弹）。1940 年，德国军事情报机构阿勃维尔（Abwehr）员工通过芬兰对此类武器表现出了持续的兴趣。德国军官详细检查了冬季战争期间投掷到芬兰领土的所有旋转散布航空炸弹。
納粹德國開發稱為蝴蝶炸彈的SD-2炸彈,这是有史以来第一种被研制出来的反人员集束炸弹.
義大利開發暱稱為「膳魔師炸彈」的AR-4炸彈，美國是使用M41破片炸彈接合成單一炸彈運用。
飛機掛載的稱為集束炸彈，地面砲兵也有配備類似彈種，稱為雙效改良型常規彈藥（DPICM），集束炸彈在二戰期間發展成熟，戰後至少有34個國家在生產23種型號的集束炸彈。

### 越戰
美军于越战中越南、柬埔寨和老挝使用过。集束炸弹是一种内装许多小炸弹或子炸弹的霰弹筒，这些子炸弹可以碎裂成有时多达数千的碎片。重1,000磅的CBU－87/B型集束炸弹是美军有代表性的一种，它携带202个子炸弹，每个子炸弹可以碎裂成300个金属碎片。多国部队在海湾战争和科索沃战争中都曾使用集束炸弹，攻击大面积目标。

### 第一及第二次车臣战争
俄罗斯在两次车臣战争中都投放了（包括向市区）多次集束炸弹。

### 科索沃战争（1999）
集束炸彈被美國、英國、荷蘭使用。1999年在盟軍行動期間，大約有2,000枚集束炸彈包含38萬子炸彈在南斯拉夫被投下，其中英國皇家空軍投下了531枚RBL755型空射集束炸彈。
在1999年5月7日，北約使用集束炸彈襲擊尼什機場，2枚炸彈錯過了目標掉在市中心，子炸彈從2個彈體分散開被風吹行，掉落在市中心三個分別不同的位置:
- 尼什城市南部的醫療中心旁的病理大樓
- Banovina旁的建築物，包含主要市場、尼什要塞旁的巴士站還有"2月12日"醫療中心
- 尼沙瓦河附近的「尼什特快」停車場

報導稱，15名平民被打死、8名平民受重傷、11名平民受輕傷、120棟住房受損、47棟被毀、15輛汽車損毀。
這次行動有至少23名塞爾維亞平民被集束炸彈炸死。行動結束後至少6名塞爾維亞人包含3名兒童被炸死，高達23平方公里的地區成為集束炸彈的未爆區域。根據塞爾維亞政府表示，英國賠償了8萬6千英鎊給塞爾維亞排雷行動中心。

### 阿富汗战争（2001-2021）
美國與其他北約國家在阿富汗戰爭 (2001年)行動初期大量使用了集束炸彈，聯軍共使用了1,228枚集束炸彈，這些數量的集束炸彈中總共包含了248,056子炸彈，美軍於2003年起停用集束彈藥，原因是在阿富汗及伊拉克的交戰地點經常位於人口密集的城市或住民區。

### 俄格战争（2008）
2008年，俄格双方都被指控使用集束炸弹，格鲁吉亚承认，俄罗斯否认。
人权观察表示格鲁吉亚有使用过集束炸弹， 方式是通过LAR-160多管火箭发射器散布；俄罗斯空军使用了RBK-250式集束炸弹。

### 頓巴斯戰爭（2014）
在2014年10月烏克蘭東部調查當中，人權觀察記錄政府軍與俄国武装分子使用过集束弹药，主要由BM-27和BM-30火箭发射。在2015年3月，至少有13名平民遭到打死，其中包含3名兒童。

### 俄羅斯入侵烏克蘭（2022-）
俄羅斯入侵烏克蘭，俄軍從2月起便出動各種彈藥發動攻擊，俄軍在2022年4月起集中入侵烏克蘭東部便經常使用集束彈，包括原本擁有150萬人口的烏克蘭第二大城市哈爾科夫，受到俄羅斯的導彈、大炮和集束彈的襲擊，小學和住宅都受到嚴重破壞。
2023年7月6日，美國總統喬·拜登批准向烏克蘭提供集束彈藥，繞過美國禁止轉讓失敗率超過百分之一的集束彈藥的法律；拜登形容是個「艱難的決定」，也表示「烏克蘭人的彈藥即將耗盡」。據美國五角大樓稱，烏克蘭將收到「改進」版的集束炸彈，其失敗率約為2%，而俄羅斯的集束炸彈的失敗率為40%或更高。7月13日，五角大樓稱彈藥現已運抵烏克蘭。

## 使用危害
集束炸弹存在的问题是由于一系列原因，它们往往无法正常发挥功能，例如在装配时的缺陷、作战前的搬运、储藏和投放时的操作不当，投放后子炸弹要经过撞击，触动引爆装置才能爆炸的自身性能；或因投放到较松软的地面，集束炸弹就无法正常引爆。致使约有10%的子炸弹不会立即爆炸，再遭触动才会爆炸，其杀伤力与一颗反步兵地雷相似。
未爆炸的集束炸弹会造成严重的后果。1991年海湾战争中就有数万个子炸弹没有爆炸，在战争结束后的几个月时间里，伊拉克和科威特时常发生因子炸弹爆炸造成人员伤亡。美国政府自己对“沙漠风暴”行动所做的评估报告也表明，包括集束炸弹在内的一些非制导炸弹常常会无法击中目标，并造成连带破坏。有大量的集束炸弹插到地下，有的深达半米，给清除工作带来了很大的麻烦。北约军队在科索沃共投放了1,392枚集束炸弹，北约认为，有8%－12%的炸弹没有爆炸，而且地面上还留有34,744个没有爆炸的小型子炸弹。
雖然所有武器對非交戰平民都會構成威脅，但集束炸彈對平民的威脅特別顯著，原因有二：第一，是集束炸彈設計是對大面積戰區進行殺傷，彈藥如誤擊或擲偏很容易波及對非交戰者，造成死傷；其二，是集束炸彈因彈藥數量多，相對地容易出現未爆炸彈藥（估計達10-30%），且炸彈的有效期程長。例如，最后一次记录到的英国因德国蝴蝶炸弹而死亡的事件发生在1956年11月27日，此时距离第二次世界大战结束已有11年多。1981年10月1日马尔它一男子将一个蝴蝶炸弹焊接到一根金属管上，并把它当作槌使用导致不幸身亡。
由戰術觀點的解釋，集束炸彈的未爆彈仍有地雷的效果，可以讓敵軍移動時造成非預期的死傷，但是戰後啞彈的清理便相當困難，至2018年寮國甚至出現1973年美軍轟炸投擲的未爆彈仍造成至少100例平民傷亡。
從2005年開始，國際助殘組織開始在世界各地統計集束炸彈受害案例，並蒐集同意書推動禁止集束彈藥運用運動；在國際助殘組織的案例蒐集中，有13,306遭受集束炸彈殺傷的案例，其中98%為平民，其中的27%是兒童。

## 集束彈藥公約
集束炸彈在國際人道法中屬於常規武器項目，在2008年底以前並沒有國際法令約束運用。但是在2007年2月挪威政府倡議世界禁止運用集束彈藥，2008年5月30日，全球107國的代表在都柏林達成《集束彈藥公約》，同年12月在奧斯陸正式開放予各國簽署。 根据这一公约，从该文件生效起，各国武装力量须在8年内全部销毁集束炸弹，构成例外的是可以电子方式自动销毁或失去战斗力的种类。 但美国、中國、俄羅斯、巴基斯坦、印度、以色列和巴西未同意簽署，這7國是集束炸彈的主要製造國。
2010年8月1日，《集束弹药公约》生效，至2010年8月1日，該公約的签署国达到108個，38个国家批准了公約。公約對非締約國沒有法律約束力，美国、中國、俄羅斯等拥有集束炸弹数量最多的国家迄今仍拒绝加入该条约。 即便如此，國際援助組織說「這項公約在禁止集束炸彈方面邁出了重要的一步」。他們認為集束炸彈給平民造成“巨大傷害”。國際紅十字會法律顧問馬雷斯卡星期六告訴美國之音記者：「集束炸彈可以在衝突結束後幾十年仍在傷害平民，對平民的傷害促使國際社會下決心制定這一禁止公約。」
反对使用集束炸弹的人士和国际组织认为，这是十年来最重要的裁军和人道主义条约，尽管主要持有国家没有签署公约，但公约的生效能对拥有集束炸弹却没有签署公约的国家施加压力。
台湾曾表示不會放棄使用集束炸彈，並稱如果將來不能從國外進口，將自行生產集束炸彈。原因包括：台湾將是在海上使用集束炸彈，未爆彈造成的傷害屆時會小很多。敵方（中國）是集束炸彈的主要持有及使用國，台湾必須擁有及使用同樣高殺傷力的武器以自保。台湾也成功的研發出萬劍彈，專門用來破壞機場跑道。
最近退出该公约的国家是2011年加入条约立陶宛。